# Roland Brinkmann
Roland Brinkmann (* 23. Januar 1898 in Hagenow; † 3. April 1995 in Hamburg) war ein deutscher Geologe und Paläontologe.

## Leben
Brinkmann, Sohn eines Kaufmanns, belegte nach dem Abitur am Realgymnasium ab dem Sommersemester 1917 in Rostock ein Studium der Geologie, wechselte dann 1918 nach Tübingen und kehrte von Februar bis April 1919 kurzzeitig nach Rostock zurück. 1921 schloss er sein Studium mit einer Promotion bei Wilhelm Deecke an der Universität Freiburg ab (Gliederung des Diluviums in Norddeutschland). In unmittelbarer Folge war Brinkmann bis 1933 als Assistent des Nestors der damaligen Geologie, Hans Stille, am Geologischen Institut der Universität Göttingen angestellt. 1929 erfolgte, nachdem er sich 1923 habilitiert (über die Stratigraphie des Jura im südlichen Baltikum) hatte, seine Ernennung zum außerplanmäßigen Professor. In dieser Zeit befasste er sich viel mit der Geologie Südostspaniens.
1933 folgte Brinkmann dem Ruf auf den Lehrstuhl für Geologie und Paläontologie an der Universität Hamburg. Gleichzeitig wurde Roland Brinkmann mit der Leitung des Geologischen Staatsinstitutes in Hamburg betraut. Nachdem er im November 1933 das Bekenntnis der Professoren an den deutschen Universitäten und Hochschulen zu Adolf Hitler und dem nationalsozialistischen Staat unterzeichnet hatte, wurde er im Mai 1937 aus der NSDAP ausgeschlossen und musste Deutschland verlassen, da er gegenüber dem Nationalsozialismus eine kritische Haltung entwickelt hatte. Nach Aufenthalten in Spanien und Portugal (er arbeitete für eine deutsch-spanische Firma, die Zinn und Wolfram in Galicien suchte) wurde er 1940 auf die Außenstelle des Reichsamtes für Bodenforschung nach Krakau beordert, nachdem seine Firma mit dem Reichsamt fusioniert war. 1940 erschien auch die erste Auflage des Lehrbuchs der Geologie, das ihn später bekannt machte. In Polen war er an der Lagerstättenerkundung tätig, wobei er auch Polnisch lernte.
1944 war er wieder in Berlin. 1946 erfolgte Brinkmanns Bestellung zum Professor für Geologie und Paläontologie an der Universität Rostock. Polen stellte an die sowjetischen Besatzungsbehörden Auslieferungsersuchen für alle Personen, die leitende Positionen während der Besetzung Polens innehatten und Brinkmann wurde deshalb von der russischen Besatzungsmacht an Polen ausgeliefert, wo er von 1949 bis 1951 in Untersuchungshaft einsaß. Im folgenden Prozess (unter anderem wegen Bereicherung an polnischem Staatseigentum) verteidigte er sich selbst. Nachdem sich die Vorwürfe gegen ihn als haltlos erwiesen hatten, wurde er freigesprochen und voll rehabilitiert.
1952 wurde Brinkmann als Nachfolger des verstorbenen Hans Cloos an die Universität Bonn berufen; im gleichen Jahr wurde er zum Mitglied der Gelehrtenakademie Leopoldina gewählt. 1958/9 war er Dekan der Mathematisch-Naturwissenschaftlichen Fakultät. Nach seiner Emeritierung 1963 wurde Brinkmann an der Ege Üniversitesi in Izmir der Aufbau eines neuen Geologischen Institutes übertragen. Während dieser Zeit verfasste er gemeinsam mit Diplomanden und Dissertanten die „Geology of Turkey“, erschienen 1976. 1973 kehrte Brinkmann schließlich nach Deutschland zurück. Sein Schwiegersohn war der deutsche Geologe Egon T. Degens.
Er wurde mit zahlreichen Ehrungen bedacht, u. a. mit den Verleihungen der Hans-Stille-Medaille, 1948, und der Gustav-Steinmann-Medaille, 1965, oder mit der Ernennung zum Ehrendoktor durch die Universität Hamburg, 1971.
Roland Brinkmann heiratete 1923 Margarete Schrepfer (1887–1984), die erste promovierte Mineralogin Deutschlands. Das Paar hatte drei Töchter und drei Söhne. Brinkmann verstarb im hohen Alter von 97 Jahren in Hamburg.

## Wirken
Roland Brinkmann, dessen Forschungsinteresse der gesamten Geologie galt, verfasste während seiner Assistentenzeit bei Hans Stille Arbeiten über den Jura in Norddeutschland, Ostpreußen und Litauen, sowie die berühmte und mit ihrem statistischen Ansatz völlig neue Wege beschreitende Arbeit „Statistisch-phyllogenetische Untersuchungen an Ammoniten“, 1927, sowie die „Monographie der Gattung Kosmoceras“, 1929. Darin verfolgte er die Evolution des Ammoniten Kosmoceras durch Analyse von rund 3000 Exemplaren in zentimetergenauem Vorgehen in 14 m mächtigem Oxford-Ton (aus Peterborough) aus dem Jura. Seine klassische Studie galt als ein Paradebeispiel für den Nachweis evolutionärer Entwicklung in der Paläontologie mit linear in der Zeit erfolgenden morphologischen Änderungen. Sprünge in der Morphologie deutete er als Unterbrechung der fossilen Überlieferung (Schichtlücken) und er meinte sogar aus der Größe der Sprünge Aussagen über die zeitliche Dauer der Schichtlücken machen zu können.
Während seiner Zeit in Hamburg gewann er wichtige Forschungsergebnisse vor allem über die Ostalpen. Dort erkannte er die Bedeutung der Gosau-Sedimente für die Datierung der Deckenbewegungen. In seiner Bonner Zeit widmete er sich der Isotopengeologie, paläomagnetischen Untersuchungen sowie mehreren Arbeiten über den Einfluss von Spannung und die Deformation und Anisotropie von Gesteinen.
Brinkmann wurde hauptsächlich bekannt durch sein von Emanuel Kayser begründetes Lehrbuch „Abriß der Geologie“ in zwei Bänden. Überdies gab er von 1951 bis 1960 die „Geologische Rundschau“ heraus.

## Schriften
- Abriß der Geologie, Enke Verlag, Band 1 Allgemeine Geologie, 10. Auflage 1967, Band 2 Historische Geologie, 9. Auflage 1966. Das Buch entstand aus Emanuel Kaysers Abriss der Geologie, ab 1954 ist aber nur noch Brinkmann als Autor aufgeführt. Neuauflagen:
  - Allgemeine Geologie, 13. Auflage, Enke Verlag 1984, neu bearbeitet von Werner Zeil
  - Historische Geologie, Stuttgart, Enke Verlag, 13. Auflage 1986, neu bearbeitet von Karl Krömmelbein
  - Seine Historische Geologie wurde auch ins Spanische, Portugiesische und ins Englische übersetzt: Geologic evolution of Europe, Enke Verlag, Hafner, New York 1960
- Geology of Turkey, Enke Verlag 1976.